# Heliconius carnea
Heliconius carnea är en fjärilsart som beskrevs av Heinrich Neustetter 1926. Heliconius carnea ingår i släktet Heliconius och familjen praktfjärilar. Inga underarter finns listade i Catalogue of Life.